# Direct-attached storage
Direct-attached storage (DAS) je datový nosič přímo spojený s počítačem, který k němu přistupuje. Je opakem k úložištím, ke kterým se přistupuje přes počítačovou síť. Jako DAS se označují například pevné disky, SSD, optické mechaniky nebo externí disky.
DAS je typicky tvořen datovým nosičem, který je pomocí host bus adaptéru (HBA) spojený s počítačem. Mezi těmito dvěma zařízeními není žádné síťové zařízení (jako například rozbočovač, přepínač nebo směrovač) a to je také hlavní charakteristikou DASu.
Hlavními protokoly pro DAS jsou ATA, SATA, eSATA, NVMe, SCSI, USB, SCSI, USB 3.0, IEEE 1394 a Fibre Channel.